# Szamba (zene)
A szamba (portugál: samba [ˈSɐ̃bɐ]) egy brazil zenei műfaj, amely Rio de Janeiro afro-brazil közösségeiben keletkezett a 20. század elején. Különböző stílusú zenék gyűjtőfogalma, például a karneváli felvonulások samba enredo-ja, a hagyományos, vidéki samba de roda vagy a samba canção stb.
Nyugat-Afrika kulturális megnyilvánulásaiban és a brazil népi hagyományokban gyökerezik. Brazília legfontosabb kulturális jelenségei közé sorolják  és az ország egyik szimbóluma. 
A portugál nyelven legalább a 19. század óta jelen lévő "szamba" szót eredetileg a "néptánc" jelölésére használták. Az idők folyamán jelentését kiterjesztették a "batuque-szerű körtáncra", a táncstílusra és a "zenei műfajra" is.   A zenei műfajként való megalapozásának a folyamata az 1910-es években kezdődött  és az első mérföldkőnek számított az 1917-ben alkotott "Pelo Telefone"  című dal.   Annak ellenére, hogy a széleskörű közönség és a zeneipar úgy azonosította, mint "szamba", ez a zenei stílus ritmikailag és instrumentális szempontból sokkal inkább a maxixe  tánchoz kapcsolódott, mint magához a szambához.   

## Stílusok
A szambából sok alstílus jött létre. A főbb irányzatok portugál nevükön a következők:
- La samba de roda;
- La samba de coco;
- La samba-canção;
- La batucada;
- La samba do enredo (wd); a brazíliai karneválok zenéje;[10] az 1920-as évek vége óta fokozatosan fejlődött a szamba iskolák keretein belül, különösen Rio de Janeiróban.
- La samba rock; az 1960-as években indult stílus keveri a brazil szamba, a bebop, a dzsessz és a soul elemeit.
- La samba-reggae, amely Bahia államban 1985 körül alakult ki, a jamaikai reggae hatására.

## Hangszerek
A városi szambát ütős és vonós hangszerek kísérik. Bizonyos területeken fúvós hangszereket is hozzáadnak. 
- Pandeiro
- Surdo
- Tamborim
- Cuíca
- Ganzá